# Неродимка (планина)
 Тази статия е за планината.  За реката вижте Неродимка (река).  
Неродимка е планина в Косово. Намира се в южната му част в близост до Феризово.
Една от легендарните версии за етимологията на името ѝ, е, че то прозлиза от названието на „ялова жена“, т.е. жена която не може да зачене. Най-високите върхове на планината са Букова глава (1721 м.) и Гургулица (1549 м.) надморска височина.
Неродимка се намира съвсем близо северно от Шар. Разделя ги котловината Сиринич (Сиринишка котловина или Сиринишка жупа). Срещу Неродимка от страната на Шар е разположен единствения зимен туристически курорт и ски-център в Косово - Брезовица.